# Казак Мамай
Казак Мамай (также Казак бандурист, укр. Козак Мамай) — один из самых популярных украинских образов казака-лыцаря (рыцаря) XVII—XIX веков, идеал «украинской мечты» данной эпохи.
Впервые появляется в народном украинском кукольном театре, так называемом вертепе. Картины с образом Казака Мамая появляются с середины XVIII века. Символ стал настолько популярным и метким глубинным образом среди народа, что даже конкурировал с иконами.
Многие исследователи склонны отождествлять образ Казака Мамая с беклярбеком Золотой Орды Мамаем из огузского племени кият, чьи потомки участвовали в формировании казачества на Украине. В то же время лишь единицы из картин канона в оригинале имели подобную подпись, большинство, которое датируется Колиивщиной, было иначе персонализировано что позволяет иным образом номинировать главного персонажа и, соответственно, сами картины.

## Краткие сведения
Канонический образ — казак-бандурист, сидящий со скрещенными ногами. Среди дополнительных элементов чаще всего встречаются горилка и закуска, дуб, пасущийся рядом конь казака. На картинах времён Колиивщины как правило также присутствуют сцены казни врагов.
Сказания о казаке Мамае можно встретить среди народных легенд, переводов, прибауток. Но лучше всего его образ воспроизведён в народной живописи: в бархатном жупане, сафьяновых сапогах и синих шароварах; круглая выбритая голова с закрученным за ухо «оселедцем», длинные усы, чёрные брови, карие глаза, тонкий нос, румяные щёки — портрет красавца-молодца, которым он сложился в народном воображении.
Казака Мамая на таких картинах всегда рисовали с кобзой, которая является символом певчей души народа. Конь на картине символизировал верность, дуб — силу духа. Часто на рисунках мы видим изображение копья с флажком, казацкого штофа и рюмки. Это были вещи, связанные со смертью казака, — копьё ставили на месте захоронения, штоф и рюмку клали в могилу — они напоминали о мимолётности жизни и о казацкой судьбе, в которой угроза смерти в бою была повседневной реальностью.
Такие картины рисовали на полотне, на стенах зданий, окнах, посуде, ульях и даже на дверях яркими, сочными красками, часто с надписью на украинском языке: «Я козак Мамай, мене не займай» (рус. Я казак Мамай, меня не трогай). Это свидетельствовало о доброте, независимости и весёлом нраве хозяев. Упомянутые рисунки, которые дошли до нашего времени, не только украшали дом, но и рассказывали о вкусах и мировоззрении хозяев.
Пытаясь объяснить популярность у украинцев образа казака Мамая, советский историк А. А. Шенников видел его истоки в Полтавском княжестве («Княжестве Мансура»), созданном потомками Мамая из рода кият:

Портрет воина-бандуриста мог появиться сперва как собирательный образ пограничного жителя княжества Мансура и его ближайших потомков, — портрет мамая, но ещё не Мамая и тем более не «козака». А для композиции портрета могло быть использовано какое-то произведение восточной живописи, имевшее хождение у мансуровых татар, едва ли не сохранившаяся ещё от монгольских времён старая буддийская религиозная картина, смысл которой был давно забыт. Этот мамай — полутатарин, полусеврюк — был ещё далеко не украинец по своему этническому самосознанию и культурному облику, но он успешно защищал славянское население Украины от крымских набегов и потому стал весьма популярен.

## Историчность
Искусствовед Станислав Бушак в исторических источниках нашел как минимум пять казаков XVIII века по фамилии Мамай. Слово «мамай» имело значения (1) степное кочевое сообщество, или (2) каменная степная статуя, «каменная баба». Со временем слово стало синонимом слов казак, запорожец, гайдамака, хулиган, бродяга, отчаянный. Слово перестало обозначать конкретного человека, и приобрело обобщающее значение «гайдамака».

## В искусстве

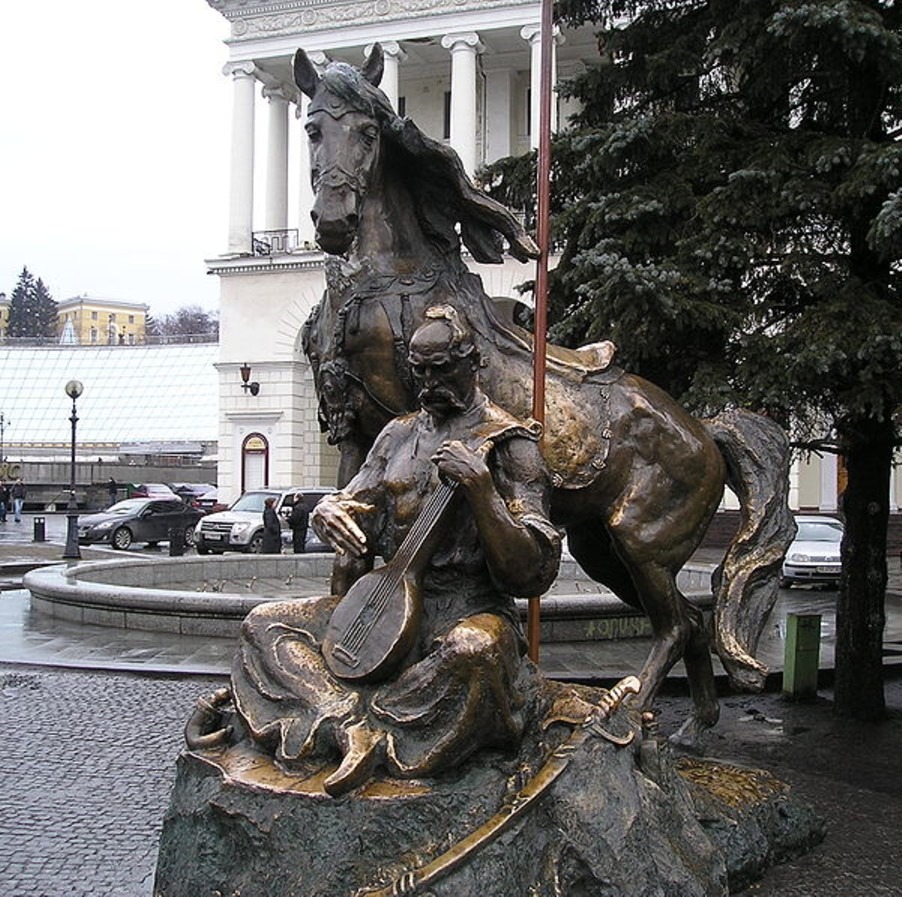
Киев, площадь Независимости
Памятник казаку Мамаю. 2003

### Живопись
Коллекцию картин «Казак Мамай» хранит и экспонирует Украинский центр народной культуры «Музей Ивана Гончара».

### Поэзия
Надпись на одной из старинных картин с казаком Мамаем (укр.):
Не завидую нікому — ні панам, ані царю.

Богу своєму святому я за все благодарю!

Хотя титлом і не славен, та жизнь весело веду,

У ділах своїх ісправен, я вовік не пропаду.

### Кинематограф
В 2003 году на киностудии им. А. Довженко был снят фильм «Мамай».

### Музыка
В музыке образ казака Мамая нашел отображение в песнях современных украинских групп Кому вниз и Вопли Видоплясова.

### Монументальное искусство
В 2001 году в Киеве на площади Независимости был установлен «Памятник казаку Мамаю».
Памятники казаку Мамаю есть в населённых пунктах Каменское (2010), Краматорск (2015), Кривой Рог (2016), Елизаветовка (2018).

### Нумизматика

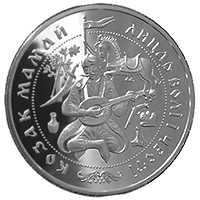
Памятная монета "Козак Мамай". Украина. (реверс). 1997
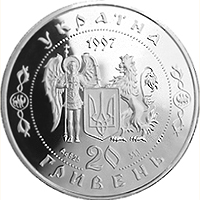
Памятная монета "Козак Мамай". Украина. (аверс). 1997

## Галерея образов
|                                          |                                  |                                                             |                                               |                                     |
| Неизв. художник Казак-бандурист XVIII в. | Неизв. художник Казак Мамай 1728 | Неизв. художник «Сидить козак під вербою» Перв. пол. XIX в. | Неизв. художник Казак-бандурист Начало XIX в. | Ф. Стовбуненко Казак-бандурист 1890 |

|                                        |                                        |                           |                                               |                            |
| Неизв. художник Казак-бандурист XIX в. | Казак Мамай и гайдамаки. Начало XIX в. | П. Рыбка Казак Мамай 1855 | Неизв. художник Казак-бандурист Начало XIX в. | Д. Бурлюк Козак Мамай 1908 |

### Рекомендуемая литература
- Бушак С. М. Сміхова культура українського народу у творах «Козак Мамай» та «Запорожцях» Іллі Рєпіна // Скарбниця української культури. Збірка наукових праць. / Чернігівский історичний музей. — Чернігів: «Сіверянська думка», 2002. — Вип. 3. — C. 72-79. (укр.)
- Поух А. В. Явно положительный Мамай